# Antigon II. Gonata
Antigon II. Gonata (oko 320. pr. Kr. – 239. pr. Kr. ), makedonski kralj, vladao 276. pr. Kr. – 239. pr. Kr. Član dinastije Antigonida. Naslijedio ga je sin Demetrije II. Etolski.
Antigon je bio sin Demetrija I. Poliorketa a unuk Antigona I. Monoftalmosa. Kada mu je oca zarobio Seleuk I. Nikator, Antigon je uzalud pregovorima pokušavao ishoditi očevo oslobođenje. Nakon smrti oca,283. pr. Kr., Antigon je postavio zahtjev za makedonsku krunu.
U tom trenutku za vladanje Makedonijom su se borili Seleuk I. Nikator, Lizimah, Pir i Ptolemej Keraun. Lizimah i Seleuk su ubijeni 281. pr. Kr., a Pir je krenuo u vojni pohod u Italiju. Ptolemej Keraun je poginuo u borbi s Keltima. Godine 278. pr. Kr. Antigon je postigao sporazum sa Seleukovim sinom Antiohom I. Soterom. Zatim je porazio Kelte, pa ga je vojska 276. pr. Kr. izabrala za makedonskog kralja.
Godine 274. pr. Kr. Pir se vratio iz Italije i napao Antigona. Velik dio vojske je prišao Piru, a Antigon se povukao u Solun. Kada je Pir napao Spartu Antigon je udružio snage s Grcima. Pir je poginuo 272. pr. Kr. a Antigon lako povratio vlast u Makedoniji. 268. pr. Kr. Atena i Sparta su pokrenuli, na nagovor egipatskog vladara Ptolemeja II. Filadelfa, Hremonidin rat. Tim ratom Ptolemej II. je htio zaustaviti širenje Antigonove dominacije u Grčkoj a grčki gradovi izboriti nezavisnost. 262. pr. Kr. Antigon je zauzeo Atenu i time je rat završio u njegovu korist. U Ateni je uspostavio vlastiti vojni garnizon i svoje ljude u upravi. Time je Atena izgubila svako veće značenje.
Pobijedio je egipatsku flotu u bitci kod Kosa, oko 255. pr. Kr. Uspješno se obranio i od napada Aleksandra II. Epirskog, oko 260. pr. Kr. Umro je u 80. godini života i 44. godini vladanja Makedonijom.